# Birkenfeld (Württemberg)
Birkenfeld ist eine württembergische Gemeinde im Enzkreis in Baden-Württemberg. Sie grenzt direkt an die Großstadt Pforzheim.

## Geografie

### Lage
Birkenfeld liegt am Enztal in 260 bis 451 Meter Höhe, etwa sieben Kilometer von Pforzheim entfernt.

### Gemeindegliederung
Zur Gemeinde Birkenfeld gehört die ehemalige Gemeinde Gräfenhausen mit den Dörfern Gräfenhausen und Obernhausen, die zusammengewachsen sind. Obernhausen ist der kleinste Ortsteil der Gemeinde Birkenfeld. In Obernhausen gibt es einen Faustballplatz und eine historische, gut erhaltene Kelter.
Bereits vor der Gemeindereform in den 1970er-Jahren gehören das Dorf Birkenfeld und die Häuser Haltepunkt Engelsbrand zur Gemeinde Birkenfeld.

### Nachbargemeinden
Folgende Städte und Gemeinden grenzen an die Gemeinde Birkenfeld: Pforzheim, Keltern, Straubenhardt, Neuenbürg und Engelsbrand.

## Geschichte

### Bis zum 19. Jahrhundert
Die erste durch Gräberfunde nachgewiesene Besiedlung Birkenfelds reicht auf das Jahr 400 v. Chr. zurück. Die damaligen Siedler waren Kelten. Um das Jahr 100 n. Chr. gehörte die Gegend um Birkenfeld zum römischen Herrschaftsbereich. In dieser Zeit wurde ein römischer Gutshof errichtet. Ab dem Jahr 500 wurde Birkenfeld durchgängig von Alemannen und später Franken besiedelt.
Birkenfeld wird erstmals 1302 urkundlich erwähnt. Seit 1322 gehörte Birkenfeld zu Grafschaft Württemberg und seit 1495 zum Herzogtum Württemberg. Ebenfalls im Jahr 1322 wurde erstmals das Vorhandensein einer Mühle dokumentiert. Die erste Schule im Ort wurde im Jahre 1566 errichtet. Im Dreißigjährigen Krieg wurde Birkenfeld zwar nicht zerstört, aber mehrfach geplündert. Bei der Umsetzung der Verwaltungsgliederung in dem 1806 neu gegründeten Königreich Württemberg blieb Birkenfeld dem angestammten Oberamt Neuenbürg zugeordnet. 1856 eröffnete der erste Industriebetrieb, ein Zweigwerk der Sensenfabrik Neuenbürg. Mit der Eröffnung eines eigenen Bahnhofs Birkenfeld 1888 an der schon 20 Jahre vorher in Betrieb gegangenen württembergischen Enztalbahn wurde die Gemeinde verkehrstechnisch an Pforzheim angeschlossen.

### Nach dem Zweiten Weltkrieg
Bei der Kreisreform während der NS-Zeit gelangte Birkenfeld 1938 zum Landkreis Calw. Seit 1945 gehörte der Ort zur französischen Besatzungszone und als Teil von Württemberg wurde er 1947 dem neu gegründeten Land Württemberg-Hohenzollern zugeordnet, welches 1952 im Land Baden-Württemberg aufging. 1973 vollzog sich die Kreisreform, bei der Birkenfeld zum Enzkreis kam.

### Gräfenhausen
Gräfenhausen ist älter als Birkenfeld. Schon um 1100 hatte es eine eigene Kirche. Ursprünglich straubenhardtisch, kam der Ort 1422 unter württembergische Herrschaft und durchlebte seither dieselbe landes- und verwaltungsgeschichtliche Zugehörigkeit wie Birkenfeld. Am 1. Januar 1972 wurde die Gemeinde Gräfenhausen nach Birkenfeld eingemeindet. Bedeutsam ist die Michaelskirche deren historische Bedeutung von Pfarrer Mathias Kraft beschrieben wurde. Neben Gräfenhausen befindet sich noch der Ortsteil Obernhausen. Dieser hatte nie eine eigene Gemarkung, eine Kirche oder einen Friedhof, gehört jedoch als einzelner Ortsteil, wie Gräfenhausen auch, zur Gemeinde Birkenfeld.

### Religion

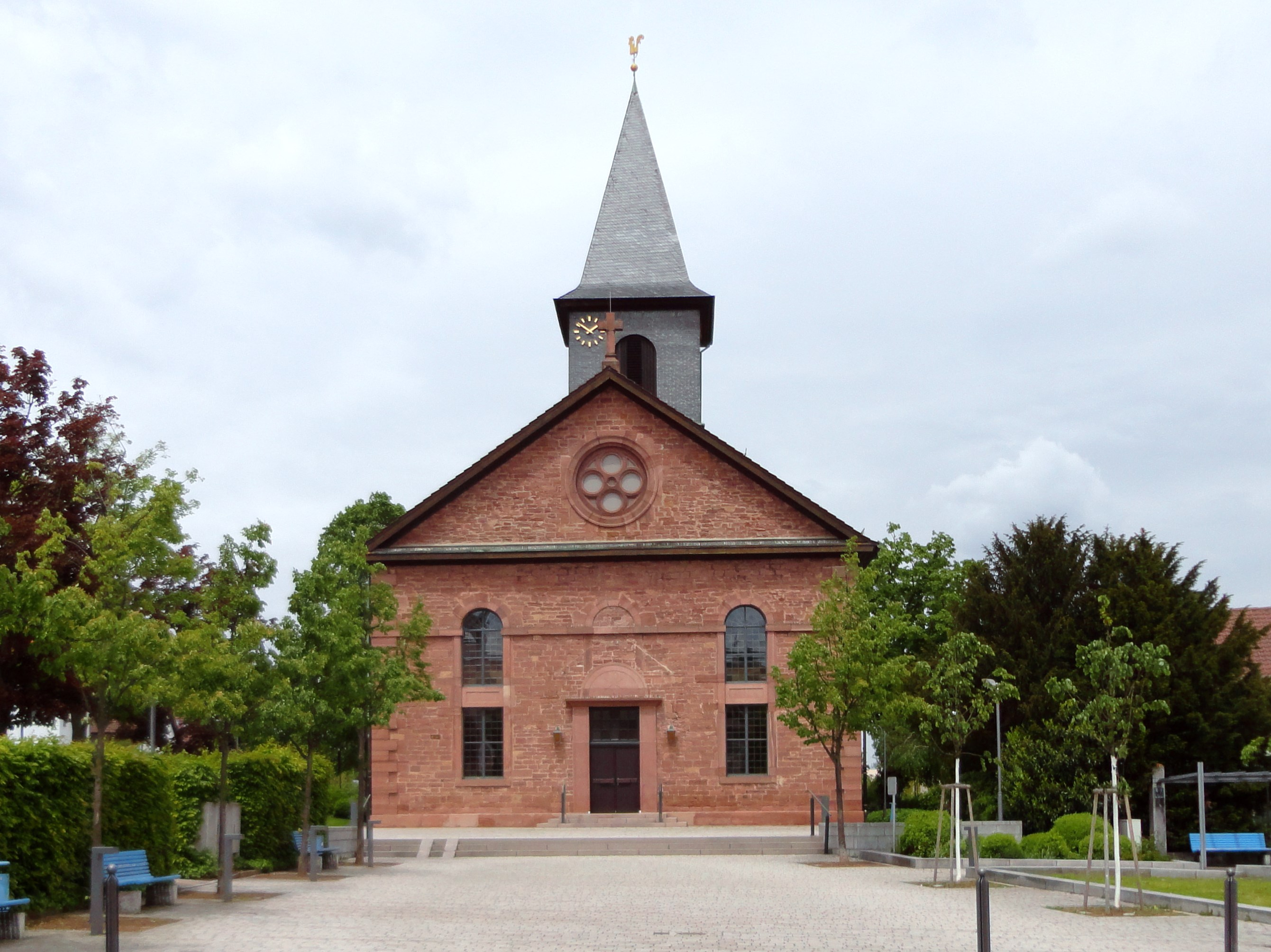
Evangelische Kirche

Bis 1490 gehörte Birkenfeld zur Pfarrei Brötzingen. In Birkenfeld gab es eine alte Marienkapelle, die 1490 bei der Erhebung des Ortes zur eigenständigen Pfarrei durch eine größere Kirche ersetzt wurde. Aufgrund der Zugehörigkeit zu Württemberg wurde der Ort 1534 reformiert und blieb bis ins 19. Jahrhundert rein evangelisch. 1828 wurde eine neue Kirche erbaut. Nachdem diese 1875 abgebrannt war, wurde auf ihren Grundmauern die heutige evangelische Kirche des Ortes errichtet.
Die Katholiken des Ortes wurden zunächst vom Pfarramt Wildbad von Neuenbürg aus versorgt, wo 1958 schließlich eine eigene katholische Pfarrei gegründet wurde. 1960 erbauten sich die Birkenfelder Katholiken die Kirche St. Klara.
Seit 1967 besteht eine evangelisch-methodistische Gemeinde im Ort, die sich 1970/71 die Christuskirche erbaute.
Außerdem gibt es zwei Gemeinden der Neuapostolischen Kirche und eine der Zeugen Jehovas.

### Bevölkerungsentwicklung
- 1825: 0.0928 Einwohner
- 1910: 03.215 Einwohner
- 1925: 03.688 Einwohner
- 1961: 07.667 Einwohner, davon 1.700 in Gräfenhausen
- 1970: 08.990 Einwohner, davon 1.983 in Gräfenhausen
- 1991: 09.583 Einwohner
- 1995: 09.916 Einwohner
- 2005: 10.610 Einwohner
- 2008: 10.541 Einwohner
- 2010: 10.600 Einwohner
- 2015: 10.224 Einwohner
- 2020: 10.170 Einwohner

## Politik

### Bürgermeister
Der älteste Nachweis eines Schultheißen in Birkenfeld stammt aus der Heiligenrechnung von 1395, in der ein Schultheiß Hans als Stifter einer Frühmesse erwähnt wird. Seit 1705 sind die Schultheißen des Ortes lückenlos bekannt. Mit Ernst Neuhaus trug 1929 erstmals ein Birkenfelder Ortsvorsteher die Amtsbezeichnung Bürgermeister.
Schultheißen:
- 1705 bis 1718: Caspar Hell
- 1718 bis 1730: Johann Fr. Schroth
- 1730 bis 1777: Georg Fr. Regelmann
- 1792 bis 1814: Johann Friedrich Regelmann
- 1814 bis 1818: Gottlieb Friedrich Volz
- 1818 bis 1837: Christian Dittus
- 1837 bis 1839: Michael Ilg
- 1840 bis 1849: Georg Adam Tränkle
- 1849 bis 1866: Philipp Wessinger
- 1866 bis 1891: Friedrich Josef Wagner
- 1891 bis 1919: Immanuel Holzschuh
- 1919 bis 1929: Heinrich Fazler

Bürgermeister:
- 1929 bis 1934: Ernst Neuhaus
- 1934 bis 1937: Theodor Steimle (NSDAP)
- 1937 bis 1945: Wilhelm Frank
- 1945 bis 1955: Paul Aymar
- 1955 bis 1987: Hermann Gross (SPD)[4]
- 1987 bis 31. Juli 2011: Reiner Herrmann (FW)
- seit 1. August 2011: Martin Steiner (CDU)[5]

### Gemeinderat
Der Gemeinderat in Birkenfeld besteht aus den 18 gewählten ehrenamtlichen Gemeinderäten und dem Bürgermeister als Vorsitzendem. Der Bürgermeister ist im Gemeinderat stimmberechtigt.
Die Kommunalwahl am 9. Juni 2024 führte zu folgendem Ergebnis.
| Parteien und Wählergemeinschaften | Parteien und Wählergemeinschaften           | % 2024  | Sitze 2024 | % 2019  | Sitze 2019 | Kommunalwahl 2024 %403020100 37,29 %33,71 %15,99 %13,02 % CDUUWBSPDUGLBGewinne und Verlusteim Vergleich zu 2019 %p 6 4 2 0 −2 −4 −6 −8+2,92 %p+5,43 %p−2,31 %p−6,03 %pCDUUWBSPDUGLB |
| CDU                               | Christlich Demokratische Union Deutschlands | 37,29   | 8          | 34,37   | 8          | Kommunalwahl 2024 %403020100 37,29 %33,71 %15,99 %13,02 % CDUUWBSPDUGLBGewinne und Verlusteim Vergleich zu 2019 %p 6 4 2 0 −2 −4 −6 −8+2,92 %p+5,43 %p−2,31 %p−6,03 %pCDUUWBSPDUGLB |
| UWB                               | Unabhängige Wählerschaft Birkenfeld         | 33,71   | 7          | 28,28   | 6          | Kommunalwahl 2024 %403020100 37,29 %33,71 %15,99 %13,02 % CDUUWBSPDUGLBGewinne und Verlusteim Vergleich zu 2019 %p 6 4 2 0 −2 −4 −6 −8+2,92 %p+5,43 %p−2,31 %p−6,03 %pCDUUWBSPDUGLB |
| SPD                               | Sozialdemokratische Partei Deutschlands     | 15,99   | 4          | 18,30   | 4          | Kommunalwahl 2024 %403020100 37,29 %33,71 %15,99 %13,02 % CDUUWBSPDUGLBGewinne und Verlusteim Vergleich zu 2019 %p 6 4 2 0 −2 −4 −6 −8+2,92 %p+5,43 %p−2,31 %p−6,03 %pCDUUWBSPDUGLB |
| UGLB                              | Unabhängige Grüne Liste Birkenfeld          | 13,02   | 3          | 19,05   | 4          | Kommunalwahl 2024 %403020100 37,29 %33,71 %15,99 %13,02 % CDUUWBSPDUGLBGewinne und Verlusteim Vergleich zu 2019 %p 6 4 2 0 −2 −4 −6 −8+2,92 %p+5,43 %p−2,31 %p−6,03 %pCDUUWBSPDUGLB |
| gesamt                            | gesamt                                      | 100,0   | 22         | 100,0   | 22         | Kommunalwahl 2024 %403020100 37,29 %33,71 %15,99 %13,02 % CDUUWBSPDUGLBGewinne und Verlusteim Vergleich zu 2019 %p 6 4 2 0 −2 −4 −6 −8+2,92 %p+5,43 %p−2,31 %p−6,03 %pCDUUWBSPDUGLB |
| Wahlbeteiligung                   | Wahlbeteiligung                             | 61,85 % | 61,85 %    | 57,32 % | 57,32 %    | Kommunalwahl 2024 %403020100 37,29 %33,71 %15,99 %13,02 % CDUUWBSPDUGLBGewinne und Verlusteim Vergleich zu 2019 %p 6 4 2 0 −2 −4 −6 −8+2,92 %p+5,43 %p−2,31 %p−6,03 %pCDUUWBSPDUGLB |

### Wappen
Das Wappen, das die Gemeinde Birkenfeld seit dem 27. Dezember 1979 führt, wurde aus Teilen der Wappen der davor eigenständigen Gemeinden Birkenfeld und Gräfenhausen gebildet. Die drei Eicheln stehen heute symbolisch für die drei Ortsteile Birkenfeld, Gräfenhausen und Obernhausen.
In der Urkunde zur Verleihung ist es so beschrieben:
Unter blauem Schildhaupt, worin eine durchgehende, viergliedrige goldene Kette beheftet mit einem quadratischen, auf die Spitze gestellten, golden bordierten roten Edelstein, in Gold ein zweiblättriger grüner Eichenzweig mit drei grünen Eicheln.
Im Wappen der vormals eigenständigen Gemeinde Birkenfeld weist ein auf die Spitze gestellter Rubin auf den Stellenwert der Schmuckindustrie hin. Die abgebildete Pflugschar symbolisiert die Bedeutung der damals noch wichtigen Landwirtschaft. Das Wappen der vormals eigenständigen Gemeinde Gräfenhausen bildet drei Eicheln ab. Über die Bedeutung ist nichts bekannt.

## Wirtschaft und Infrastruktur
Hauptwirtschaftszweig ist die Schmuck- und Uhrenindustrie. Daneben hat sich auch die Metallbe- und verarbeitung, Elektronik- und Präzisionswerkzeugebau sowie die Galvanikindustrie etabliert. In der Gemeinde gibt es aktuell drei Gewerbegebiete: das Gewerbegebiet Oberes Enztal, das Gewerbegebiet Nord und das Gewerbegebiet West im Ortsteil Gräfenhausen. 2015 wurde – zusammen mit der Nachbargemeinde Keltern – das interkommunale Gewerbegebiet Dammfeld angelegt. Das Unternehmen Stratec Biomedical hat seinen Sitz in Birkenfeld, auch die Müller Gruppe, eine Gruppe fleischverarbeitender Unternehmen, hat ihren Hauptsitz in Birkenfeld.

### Verkehr
Seit 1868 ist Birkenfeld an die Enztalbahn (Pforzheim – Bad Wildbad) angeschlossen. Der ÖPNV auf dieser Strecke wird vom Verkehrsverbund Pforzheim-Enzkreis organisiert. Es verkehren stündlich Stadtbahnen der Linie S6 nach Bad Wildbad und Pforzheim, die teilweise über Pforzheim hinaus nach Bietigheim-Bissingen oder Wörth durchgebunden werden.
Daneben gibt es zahlreiche Busverbindungen, welche von Pforzheim die Gemeinde bedienen. Es sind die Linien 708 (Langenalb/Ittersbach), 712 (Birkenfeld), 716 (Bad Herrenalb), 717 (Langenalb/Ittersbach) und 718 (Pfinzweiler).

## Kultur und Sehenswürdigkeiten

### Kultur

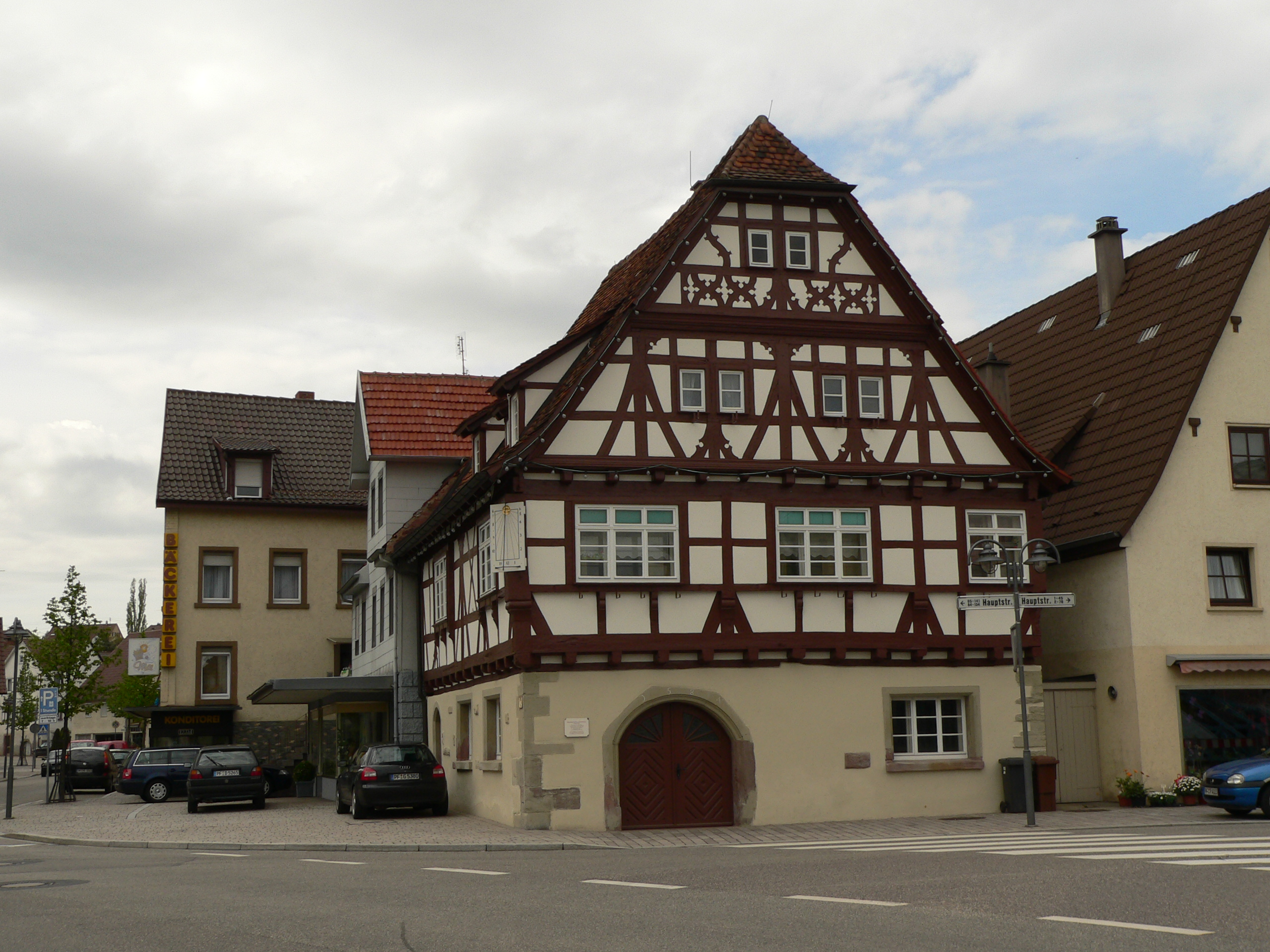
Das Alte Rathaus

Seit 1981 finden bei der Veranstaltungsreihe Musik aus Dresden Begegnungen mit Künstlern aus dem sächsischen Raum statt. Jährlich fünf Veranstaltungen verschiedener Ausrichtung wie Jazz, Kabarett, Liederabende, Kammermusik oder Kirchenkonzerte, an so unterschiedlichen Orten wie z. B. in der Kirche oder im Autohaus, locken Konzertbesucher weit über den Enzkreis hinaus nach Birkenfeld.

### Bauwerke

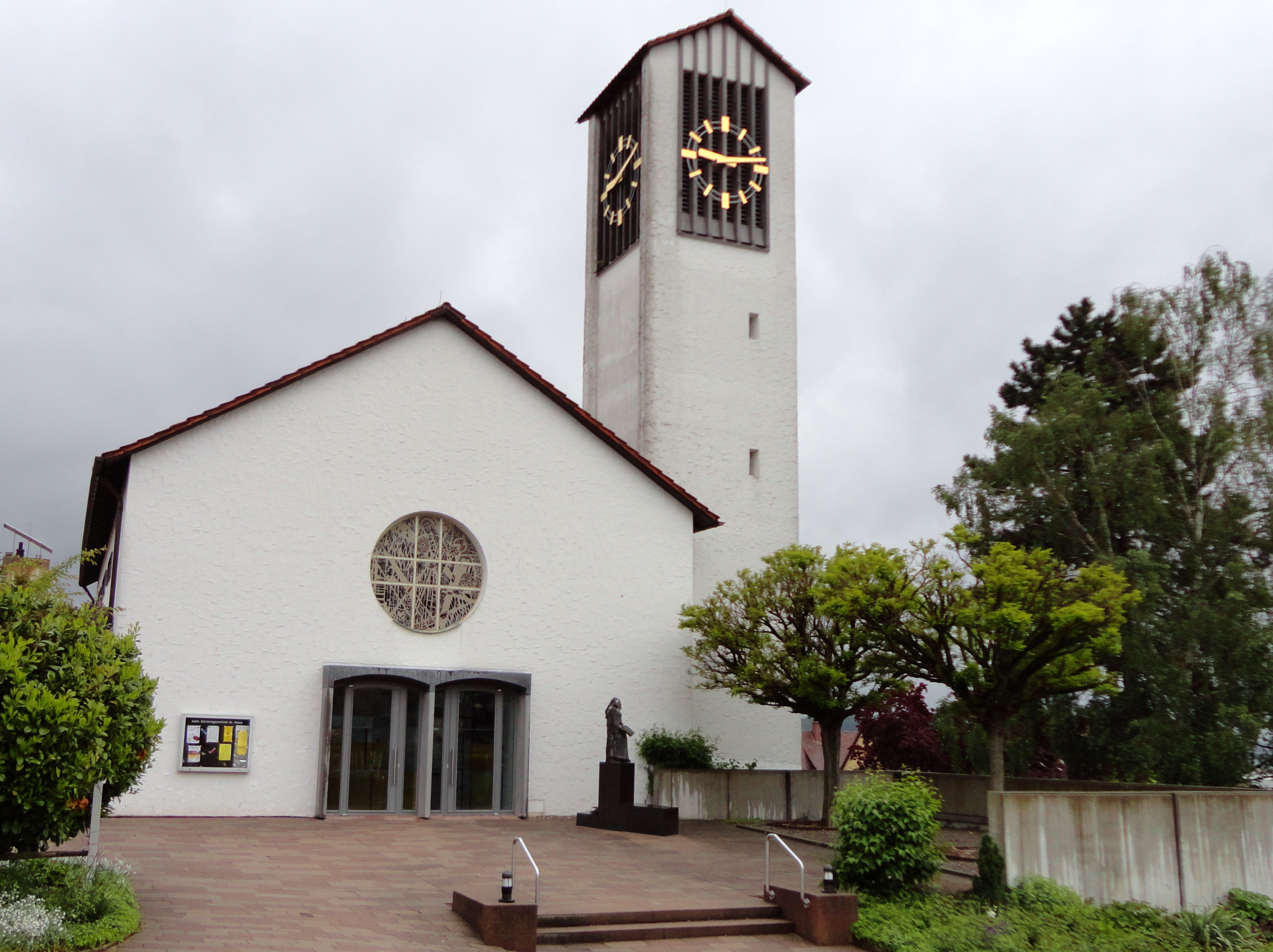
Katholische Kirche St. Klara

- Das Alte Rathaus in Birkenfeld ist ein Fachwerkgebäude aus dem Jahr 1584. Pläne zu einem Rathausneubau bestanden seit 1871. Als  1890 ein neues Schulhaus entstand, wechselte die Verwaltung in das 1866 erbaute Alte Schulhaus, das bis heute als Rathaus dient.
- Die evangelische Kirche von 1875/1876 wurde 1955 umfangreich saniert. Dabei erhielt die Kirche eine Walcker-Orgel, die ein älteres Instrument derselben Orgelwerkstatt ersetzte. Die Bilder der Kanzelwand stammen von Rudolf Yelin d. J. (Stuttgart). 1973 erhielt die Kirche eine neue Bestuhlung. Die Glocken wurden 1950 bei Kunz in Stuttgart gegossen.
- Katholische Kirche St. Klara von 1960

Ortsteil Gräfenhausen:
- Die Michaelskirche wurde 1108 gestiftet.
- alte Kelter von 1583 mit erhaltenen alten Kelterbäumen

## Sport und Freizeit

### Freizeitangebot
Durch die Lage am nördlichen Schwarzwaldrand ist Birkenfeld Ausgangspunkt für Wanderungen und Mountainbike-Touren. Birkenfeld liegt am Beginn des Westwegs von Pforzheim nach Basel und damit auch am Europäischen Fernwanderweg E1.

### Sporteinrichtungen

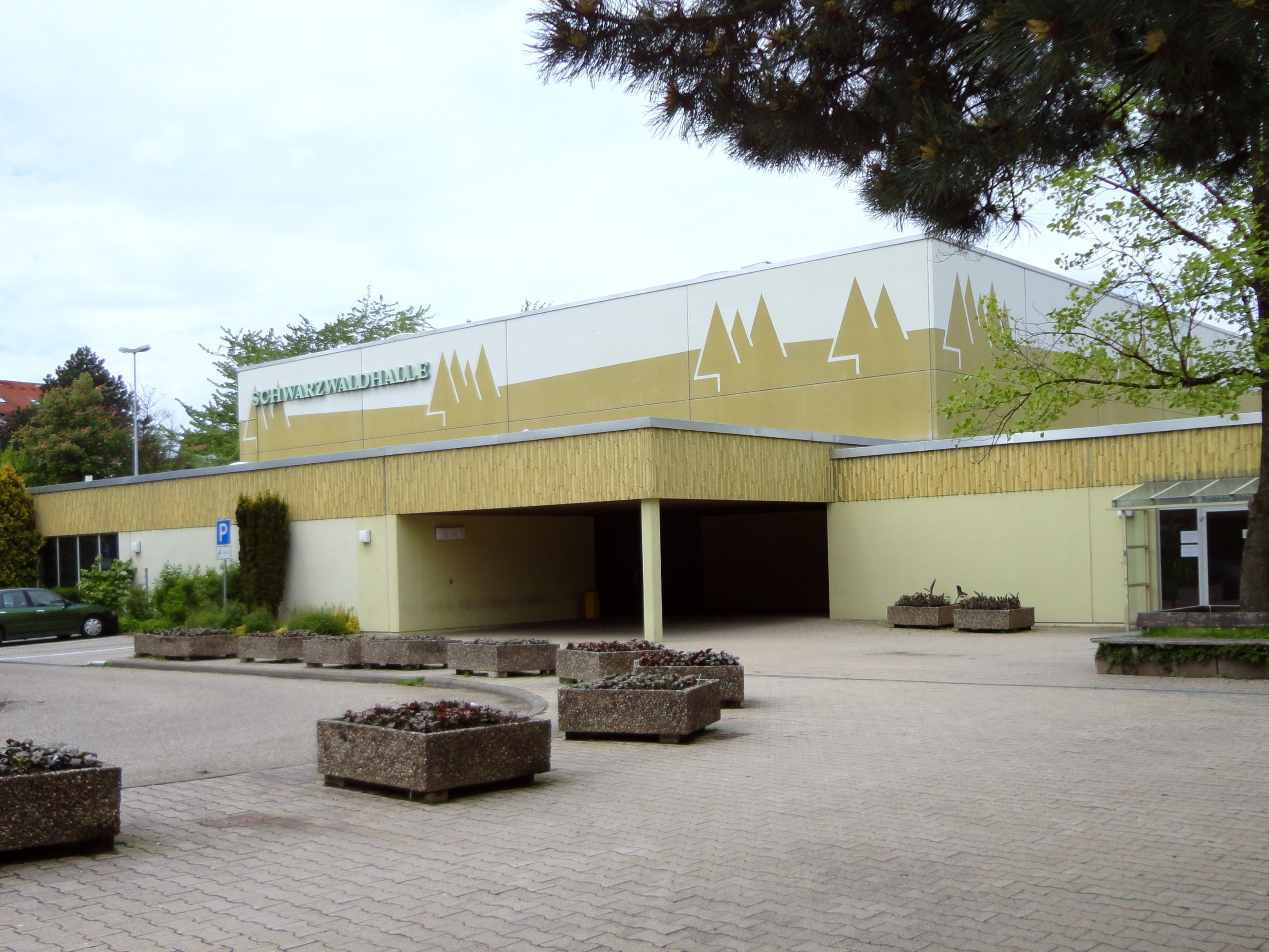
Schwarzwaldhalle Birkenfeld

- Erlach-Stadion (Fußballstadion mit Kampfbahn Typ B, Rasen- und Kunstrasenplatz)
- Schwarzwaldhalle
- Hermann-Gross-Sporthalle
- Sixthalle Gräfenhausen
- Turnhalle Friedrich-Silcher-Schule

## Persönlichkeiten

### Ehrenbürger
- seit 1970: Paul Aymar (1890–1977), Gemeinderat 1928–1933 und Bürgermeister 1945–1955[7]
- seit 1987: Hermann Gross (1919–2005), Bürgermeister 1955–1987 und Mitglied des Landtags 1960–1976[8][9][10]
- seit 1991: Hans Haag (1929–1998), evangelischer Pfarrer 1966–1991[11]

### Söhne der Gemeinde
- Martin Kügelin (um 1505–1559), Theologe, lehrte an der Universität Freiburg
- Johann Abraham Sixt (1757–1797), Komponist, geboren in Gräfenhausen
- Paul Kienzle (1861–1941), Architekt und Hotelier
- Wilhelm Gohl (* 1926), Richter
- Caren Denner (* 1962), Polizeipräsidentin in Karlsruhe
- Harry Wörz (* 1966), Justizopfer

### Personen in Verbindung mit Birkenfeld
- René Weller (1953–2023), ehemaliger Boxweltmeister im Superfedergewicht, wohnhaft ehemals in Gräfenhausen